# Ɩ̃́
Cette page contient des caractères spéciaux ou non latins. S’ils s’affichent mal (▯, ?, etc.), consultez la page d’aide Unicode.
Ɩ̃́ (minuscule : ɩ̃́), appelé iota tilde accent aigu, est un graphème utilisé dans l’écriture du kaansa, du puguli, du tafi et du winyé.
Il s’agit de la lettre iota diacritée d'un tilde et d’un accent aigu.

## Représentations informatiques
Le iota tilde accent aigu peut être représenté avec les caractères Unicode suivants (latin étendu B, Alphabet phonétique international, diacritiques),, :
| formes    | représentations | chaînes de caractères | points de code       | descriptions                                                           |
| --------- | --------------- | --------------------- | -------------------- | ---------------------------------------------------------------------- |
| capitale  | Ɩ̃́               | Ɩ◌̃ ◌́                  | U+0196 U+0303 U+0301 | lettre majuscule latine iota diacritique tilde diacritique accent aigu |
| minuscule | ɩ̃́               | ɩ◌̃ ◌́                  | U+0269 U+0303 U+0301 | lettre minuscule latine iota diacritique tilde diacritique accent aigu |